# Língua luganda
Luganda, também conhecida como Ganda, é uma língua Bantu. É falada principalmente na região de Buganda, em Uganda, por uma população de mais de três milhões de pessoas. É a mais falada segunda língua do país, após o inglês. O idioma é usado em algumas escolas primárias da região, ao mesmo tempo que os alunos aprendem inglês, a língua oficial do país.

## Classes de Substantivos
A língua luganda apresenta dez classes de substantivos, que podem ser consideradas como dez gêneros.
Os verbos, adjetivos, os possessivos, poucas conjunções e alguns advérbios variam em função dessas classes (gêneros). Esses gêneros caracterizam-se por prefixos específicos, tanto no singular como no plural.
As classes ou gêneros são os seguintes:
- 1 - principalmente para pessoas, havendo porém alguns seres inanimados nessa classe.
- 2 - vários substantivos, entre os quais a maior parte das árvores e os objetos longos e cilíndricos.
- 3 - vários conceitos abstratos e a maioria dos animais.
- 4 - inanimados e o Neutro impessoal (conf. "it" do Inglês)
- 5 - principalmente objetos grandes e líquidos; aí incluídos os aumentativos.
- 6 - principalmente coisas pequenas, diminutivos, países, substantivos adjetivos abstratos; no plural substantivos verbais.
- 7 - diversos, em especial os idiomas.
- 8 - de pouco uso, designa pejorativos
- 9 – para Infinitivos ou substantivos verbais afirmativos.
- 10 – único para plural e singular, é usado para nomes de massas, granéis; principal uso para gotas, preciosas pequenas quantidades.